# Jan Poźniak
Jan Poźniak (biał. Ян Аляксандравіч Пазняк, Jan Alaksandrawicz Pazniak; pseudonimy: Janka Dudar, Toj Samy, Sialaniec, kryptonimy: Ja.D., D-r, Ja.D-r., Ja.P., ja.p., Jap., P-k, p-k, Ja.P-k, Red. „B.Kr.”; ur. 1887, 19 lutego 1895 lub 1897 w Sobotnikach, zm. po 22 kwietnia 1940 prawd. w Mińsku) – publicysta, działacz społeczny, polityczny i kulturalny białoruskiego ruchu narodowego na Wileńszczyźnie i białoruskiej mniejszości narodowej w II Rzeczypospolitej; polityk chrześcijańsko-demokratyczny, członek organów kierowniczych szeregu organizacji chadeckich; aresztowany i prawdopodobnie zamordowany z polecenia władz radzieckich w trakcie zbrodni katyńskiej; dziadek Zianona Pazniaka.

## Życiorys
Urodził się w 1887 lub 19 lutego 1895 lub w 1897 roku w miasteczku Sobotniki, w powiecie oszmiańskim guberni wileńskiej Imperium Rosyjskiego. Jego rodzice – Alaksandr i Hanna z Tuczkouskich – byli Białorusinami wyznania katolickiego. Otrzymał ogólne wykształcenie średnie i muzyczne. Od początku drugiej dekady XX wieku uczestniczył w białoruskich grupach oświatowych o charakterze chrześcijańsko-demokratycznym. Od momentu utworzenia w maju 1917 roku w Piotrogrodzie Chrześcijańskiego Związku Demokratycznego, a następnie przeniesienia działalności białoruskich chrześcijańskich demokratów do Wilna w 1921 roku, brał udział w działalności tego ruchu. W latach 1918–1920 służył jako organista w kościele w Ławaryszkach koło Wilna, a następnie w kościele św. Jana Chrzciciela i św. Jana Apostoła i Ewangelisty w Wilnie. Prowadził pracę kulturalno-oświatową wśród chłopów, organizował białoruskie występy teatralne, podejmował wysiłki na rzecz otwierania białoruskich szkół. Występował w obronie białoruskiej mniejszości narodowej w Polsce w relacjach z Kościołem katolickim i osadnikami z zachodniej części Polski. W 1928 roku, na trzecim zjeździe Białoruskiej Chrześcijańskiej Demokracji (BChD) oraz powtórnie w 1931 roku, na czwartym zjeździe, wybierany był na stanowisko sekretarza Prezydium Komitetu Centralnego tej partii. Był jednym z inicjatorów reorganizacji BChD w Białoruskie Zjednoczenie Ludowe. Po reorganizacji 26 stycznia 1936 roku objął funkcję przewodniczącego Prezydium Komitetu Centralnego nowego ugrupowania. Przyczynił się też do rozłamu w jego szeregach. W 1934 roku i pod koniec lat 30. był przewodniczącym Białoruskiego Komitetu Narodowego w Wilnie.

### Działalność wydawnicza i publicystyka

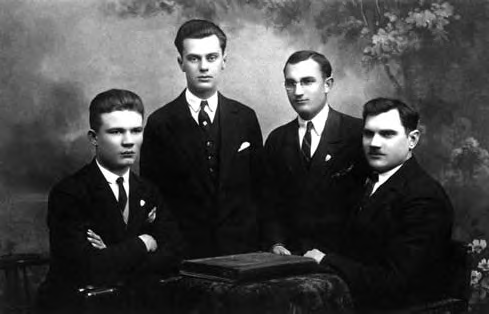
Pracownicy redakcji „Biełaruskaj Krynicy” w Wilnie. Od lewej: Józef Najdziuk, Władysław Tarasiewicz, Marian Pieciukiewicz, Jan Poźniak.

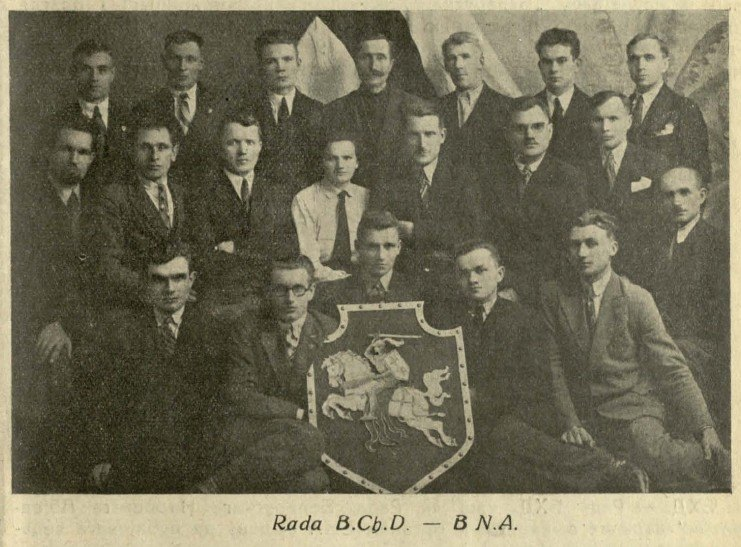
Rada BChD, Wilno, 19 lub 24 stycznia 1936 roku. Jan Poźniak w drugim rzędzie drugi od prawej.

W latach 1913–1915 Jan Poźniak razem z A. Byczkouskim, Antonem Lawickim i B. Paczopkiem wydawał w Wilnie pierwszą białoruską gazetę katolicką „Biełarus”. Od 15 marca 1928 roku, m.in. razem z Bronisławem Turonkiem, był redaktorem organu prasowego BChD – gazety „Biełaruskaja Krynica”. Działalność ta spotkała się z negatywną reakcją ze strony polskich władz. Przeciwko Poźniakowi wszczęto ponad 30 spraw sądowych (według innego źródła w 1936 roku miał 35 spraw). Otrzymywał kary pieniężne, był aresztowany i przebywał w więzieniu kilka miesięcy. W 1936 roku „Biełaruskaja Krynica” była 11 razy konfiskowana. W listopadzie 1936 roku mieszkanie Poźniaka zostało przeszukane przez policję. Aby ocalić pismo przed zamknięciem, zrezygnował ze stanowiska redaktora. Mimo tego, w kwietniu 1937 roku „Biełaruskaja Krynica” została zamknięta przez władze. Od 1938 roku Jan Poźniak redagował czasopismo „Chryscijanskaja Dumka”, pomagał w wydawaniu pisma społecznego „Samapomacz”.
Jan Poźniak publikował artykuły, w których m.in. komentował bieżące wydarzenia polityczne, analizował sytuację społeczną, religijną i kulturalną białoruskiej mniejszości w Polsce, określał kierunki jej działań w staraniach o swoje prawa, wyjaśniał podstawy ideologiczne chrześcijańskiego demokratyzmu. Występował o otwieranie szkół z białoruskim językiem nauczania, potępiał politykę archidiecezji wileńskiej Kościoła rzymskokatolickiego w stosunku do ruchu narodowo-religijnego białoruskiej mniejszości. Wśród napisanych przez niego prac jest Samaurad wiaskowych hmin (pol. Samorząd gmin wiejskich), wydany w Wilnie w 1929 roku.

### Śmierć
Po wybuchu II wojny światowej w październiku 1939 roku Jan Poźniak został aresztowany przez radzieckie władze okupacyjne i wywieziony z Wilna. 22 kwietnia 1940 roku był przetransportowany przez 226. pułk 15. Brygady wojsk NKWD z Czerwienia do Mińska. Jego dalszy los nie jest znany z całkowitą pewnością. Jednak według badań Centrum Polsko-Rosyjskiego Dialogu i Porozumienia, które dokonało porównania listy zaginionych obywateli polskich na terenach zajętych przez ZSRR w 1939 roku z listami konwojowymi wojsk NKWD, Jan Poźniak został najprawdopodobniej zamordowany przez NKWD, zgodnie z decyzją Biura Politycznego Wszechrosyjskiej Partii Komunistycznej (bolszewików) z 5 marca 1940 roku. Zdaniem Centrum, zbieżność terminów decyzji i transportu, jak również brak informacji o dalszych losach powodują, że hipoteza ta graniczy wręcz z pewnością. Oznacza to, że Jan Poźniak jest ofiarą zbrodni katyńskiej i znajduje się na tzw. białoruskiej liście katyńskiej, co wskazuje, że miejscem jego śmierci był najprawdopodobniej Mińsk. Analogiczne miejsce i okoliczności śmierci Poźniaka podaje białoruski historyk Leanid Marakou. Istnieją jednak także opracowania twierdzące, że był on więziony do czerwca 1941 roku w więzieniu w Starej Wilejce koło Mołodeczna.

## Życie prywatne

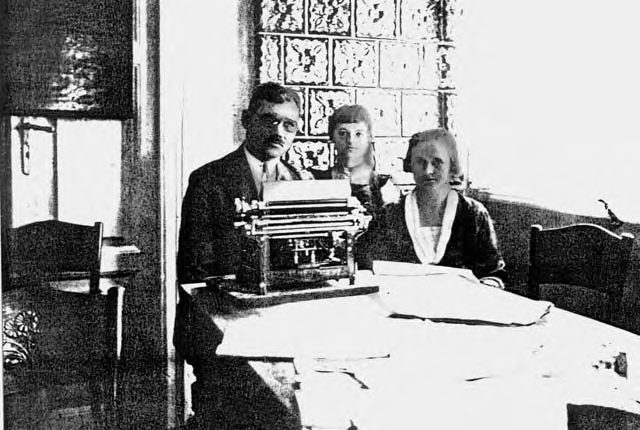
Jan Poźniak, jego żona Maria i młodsza córka Halina w redakcji „Biełaruskaj Krynicy” w Wilnie; połowa lat 30.

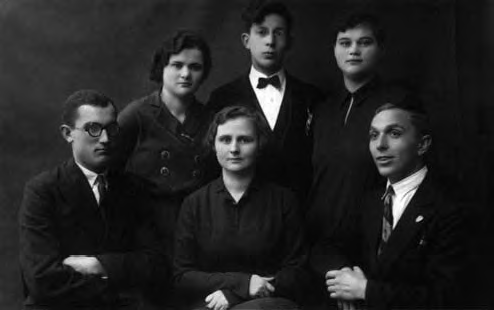
Rodzina i znajomi Jana Poźniaka. W środku w pierwszym rzędzie żona Maria, stoi z prawej siostra Wiktoria.

Jan Poźniak był głęboko wierzącym katolikiem obrządku rzymskiego. Miał siostrę Wiktorię. Był żonaty z Marią Poźniak, córką Adama. Mieli oni synów Jana i Stanisława, a także dwie córki, z których młodsza nosiła imię Halina. Synem Stanisława, a wnukiem Jana Poźniaka, jest Zianon Pazniak – białoruski polityk niepodległościowy. Jan Poźniak od 1911 roku przyjaźnił się z ks. Adamem Stankiewiczem, także białoruskim działaczem narodowym, który służył w kościele św. Jana w Wilnie – tym samym, w którym Jan służył jako organista.

## Oceny
Życie i działalność Jana Poźniaka bardzo pozytywnie ocenił jego wnuk Zianon. Według niego był to jeden z najbardziej głębokich, skutecznych liderów i organizatorów białoruskiej mniejszości narodowej w II Rzeczypospolitej, stał na czele nie tylko kierunku, nie tylko organizacji, ale całego nurtu w białoruskim ruchu, który okazał się najbardziej odporny życiowo. Jego zdaniem był to człowiek niegadatliwy, życzliwy, pozbawiony żądzy sławy. (…) pracę (…) ciągnął jak wół, był dobrym organizatorem, taktykiem i przewidującym politykiem.

## Próby fałszowania biografii
Życiorys Jana Poźniaka był wielokrotnie obiektem prób oczerniania i fałszerstw ze strony środowisk o poglądach komunistycznych, proradzieckich i prorosyjskich. W wielu przypadkach były to działania jawnie mające na celu dyskredytację jego wnuka – Zianona Pazniaka, jednego z czołowych działaczy opozycyjnych i niepodległościowych na Białorusi w latach 90. XX wieku.
W latach 1990–1991 na terytorium Białoruskiej SRR rozpowszechniane były ulotki zawierające fałszywą biografię Zianona Pazniaka i jego przodków. Pisano w nich, że Jan Poźniak był agentem polskiej bezpieki – „dwójki”. Wydawał białoruskich patriotów bezpiece, występował za oderwaniem Białorusi od Rosji. Zdaniem Zianona Pazniaka materiały te przygotowywane były przez KGB i miały sprawiać wrażenie głosu społeczeństwa. W 2008 roku na łamach czasopisma „Kommunist Biełorusii” będącego organem prasowym Komunistycznej Partii Białorusi, a także na łamach rosyjskiej gazety „Nowoje Dieło” opublikowane zostały paszkwile, w których oskarżono Jana Poźniaka o przynależność w latach 30. do Białoruskiej Partii Narodowo-Socjalistycznej, a także o redagowanie w czasie II wojny światowej kolaboracyjnego czasopisma „Ranica”. Nie może to być prawdą m.in. dlatego, że pismo ukazywało się od grudnia 1939 roku, podczas gdy Jan Poźniak został aresztowany przez NKWD w październiku tego roku.
Zianon Pazniak skomentował tego typu działania następująco:

Obraz dziadka Jana (Jasia, jak nazywała go babcia) wyobrażałem sobie od dzieciństwa. Wydawał mi się świętym. Przez całe życie nie słyszałem, by ktoś rzucił kamieniem w ten obraz. Zabójcy milczeli, żeby nie wyjawić swojej zbrodni. I oto przyszedł czas, i zapienili się następcy zabójców. Myślą, że nie odpowiedzą za twoją śmierć, dziadku Jasiu. No i pienią się przecież na mnie, choć i wspominają twoje imię. Jacy oni podobni do tamtych, jak podobni… Podobni do szczegółów.